# Nguyễn Nhữ Lãm
Nguyễn Nhữ Lãm hay Lê Nhữ Lãm (chữ Hán: 阮汝覧, 1378-1437) là công thần khai quốc nhà Lê sơ trong lịch sử Việt Nam.

## Tiểu sử và sự nghiệp

### Tham gia khởi nghĩa Lam Sơn
Ngày mồng 2 là ngày Canh Thân, tháng 1 năm Mậu Tuất (1418) Lê Lợi dựng cờ khởi nghĩa ở Lam Sơn, Nguyễn Nhữ Lãm là một trong 50 tướng văn, tướng võ được phong chức đại tướng và thừa tướng chia nhau đốc xuất đội quân Thiết đột ra đối địch với quân Minh.

### Triều vua Lê Thái Tổ
Năm Kỷ Dậu (1429), tức năm Thuận Thiên thứ 2, ngày mồng 3, tháng 5, ban biển ngạch công thần cho 93 viên, Nguyễn Nhữ Lãm được phong tước Đình thượng hầu cùng 14 vị khác, ban quốc tính họ Lê.
Tháng Giêng năm Thuận Thiên thứ tư (1431), vua Lê Thái Tổ cử Nguyễn Nhữ Lãm làm chánh sứ cùng phó chánh sứ là Lại bộ thượng thư Hà Lật và Lê Bính sang triều Minh cầu phong,, đồng thời trần tình và giải đáp về việc có dụ đòi trả chiến khí và tìm con cháu họ Trần. Lời biểu đại ý là: Đã huy động rất nhiều người trong nước, tìm kiếm con cháu họ Trần ở khắp nơi, đích thực không còn một ai. Trộm nghĩ đất nước chúng tôi không thể không có người trông coi, nhưng vẫn chưa được lệnh của triều đình, vì thế cứ phải tỏ bày mãi mãi.Vua Minh thuận theo.

### Triều vua Lê Thái Tông
Năm Giáp Dần (1434), tức năm Thiệu Bình thứ nhất, ngày mồng 8, tháng sai Hữu bộc xạ Lê Nhữ Lãm đến Lam Kinh dựng miếu thờ thái mẫu.
Năm Ất Mão (1435), tức năm Thiệu Bình thứ 2 đời vua Lê Thái Tông, tháng 2, Nguyễn Nhữ Lãm lúc ấy đang giữ chức hữu bộc xạ được kiêm thêm chức Hành khiển Tây đạo.
Tháng 11, năm 1435, sứ Chiêm sang, trước khi về, nhà vua ban cho vải lụa. Nguyễn Nhữ Lãm hỏi bọn họ rằng:
Đồng ruộng các xứ Thổ Lũy của nước Chiêm vốn là đất của ta, các ngươi nhân lúc nước ta nhiều biến cố, cướp lấy để tự vỗ béo mình, tới nay vẫn không nói đến trả lại. Lễ cống hàng năm lại không nộp là tại làm sao?.
Sứ Chiêm trả lời:
Bọn thần muốn cho hai nước thân yêu nhau, còn để gõ cửa mà xin lửa. Song chúa nước thần già lẫn, không chịu tin ai. Thần xin triều đình cử sứ sang báo cho chúa nước tôi, nếu không thì dù bọn thần có nói cũng không có bằng chứng gì để làm tin cả.
Nhữ Lãm nói:
Triều đình há lại không có lấy một sứ thần hay sao? Nhưng nước ngươi không giữ lễ nước nhỏ thờ nước lớn, thì sứ thần đâu có thể khinh suất mà đi được?.
Bèn làm công văn đóng dấu của Thượng thư trao cho sứ Chiêm mang về.
Sau đó không thấy chính sử chép về ông nữa.

## Các con
Nguyễn Nhữ Lãm sinh hạ được 3 người con trai và một con gái:
1. Nguyễn Lỗi là con trai đầu, ban quốc tính là Lê Lỗi, nay là dòng trưởng tại Thọ Xuân, Thanh Hóa. Tháng 10 năm 1460 được phong Đại đô đốc Chưởng Hình Bộ.[8] Đời vua Thiệu Bình phong: Sĩ Chí Suy Trung Tán Trị Kiêm Cung Tuyên Lực Công thần, Đặc tiến Kim tử Vinh Lộc Đại phu, Bình chương quân quốc trọng sự, Nhập nội Tư đồ, Phò mã Đô úy, Thái phó Thanh Quận Công, Nguyễn Tướng công, ban thụy Giản Tinh. Mất ngày 25 tháng 2. Vợ Nguyễn Lỗi là con đầu của vua Lê Thái Tông, hiệu là Yên Quốc trưởng công chúa, tên húy là Minh Tú, mất ngày mồng 6 tháng Giêng.[cần dẫn nguồn]
2. Nguyễn Quang Phục: con trai thứ 2, chức Đô chỉ huy Đồng tri, Trấn Nam Đại tướng quân, Thái bảo, tước Lộc Quận Công, quản lĩnh Hoan Châu (Nghệ An, Hà Tĩnh), tục hiệu là Hộ Ngoại lang.[cần dẫn nguồn] Ông sinh được 3 người con trai:
Nguyễn Đình Liên
Nguyễn Đình Triều.
Nguyễn Đình Kiêm (tức Nguyễn Mậu Tâm)
3. Nguyễn Quang Lộc (con trai thứ 3) chức An Lạc Đại tướng quân, Đô đốc thủy bộ chư dinh, Trấn Đông tướng quân, Thái bảo, tước Lương Quận Công, con cháu nay ở xã Quảng Lộc, Quảng Xương, Thanh Hóa.[cần dẫn nguồn]
4. Nguyễn Thị Ngọc Chi, gả cho con trai thứ hai của Định Quốc Công.[cần dẫn nguồn]

## Ghi công
Hiện nay, tên của ông được đặt cho một con đường ở quận Tân Phú, thành phố Hồ Chí Minh. Đường Nguyễn Nhữ Lãm là con đường có khu phố ăn uống nổi tiếng.